# پیمان کنترل تسلیحات در کف دریا
پیمان کنترل تسلیحات در کف دریا یا به‌طور خلاصه پیمان کف دریا که در گذشته به نام پیمان منع استقرار جنگ‌افزارهای هسته‌ای و دیگر جنگ‌افزارهای کشتار جمعی در بستر دریا و اقیانوس و خاک زیر آن یک معاهده چند جانبه بین آمریکا، اتحاد جماهیر سوسیالیستی شوروی (روسیه امروزی)، بریتانیا و ۹۱ کشور دیگر است که هر گونه استقرار جنگ‌افزار هسته‌ای یا سلاح کشتارجمعی در کف اقیانوس یا دریا را در فاصله بیش از ۱۲ مایل یا ۲۲/۲ کیلومتر از ساحل منع می‌کند. مفاد این پیمان به امضا کنندگان، این امکان را می‌دهد که به تمام فعالیت‌های کف دریا در فاصله بیش از ۱۲ مایل یا ۲/۲۲ کیلومتر از ساحل برای اطمینان از تعهدشان نظارت کنند.
مانند پیمان‌نامه جنوبگان، پیمان فضایی ماورای جو و ناحیه بدون جنگ‌افزار هسته‌ای، این پیمان با هدف پیشگیری از ایجاد مناقشه بین‌المللی بر سر استفاده از جنگ‌افزار هسته‌ای و جلوگیری از استقرار آن در جایی که قبلاً وجود نداشته پیشنهاد شد. دستیابی به توافقی برای کنترل کف دریا دشوارتر از سه توافق دیگر بود.

## تاریخچه
در دهه ۱۹۶۰ پیشرفت‌های دانش اقیانوس‌نگاری و علاقه شدید به منابع طبیعی دست نخورده زیر آن، نگرانی‌هایی را در مورد نبود یک آیین‌نامه مشخص و آغاز درگیری ایجاد کرد. هم‌زمان در جامعه بین‌المللی نگرانی‌هایی نیز در مورد احتمال استفاده از کف دریا به عنوان محل جدیدی برای استقرار جنگ‌افزارهای نظامی یا هسته‌ای ایجاد شد.
با پیگیری و پذیرش یک طرح پیشنهادی در شورای امنیت سازمان ملل متحد توسط نماینده مالت در آگوست ۱۹۶۷، مجمع عمومی سازمان ملل متحد در ۱۸ دسامبر همان سال کمیته ویژه‌ای را برای بررسی راه‌های حفظ کف دریا برای اهداف صلح‌آمیز تشکیل داد. هدف از تشکیل این کمیته اطمینان از انجام فعالیت‌های اکتشافی و استفاده از کف دریا و اقیانوس بر اساس منشور ملل متحد است تا از صلح و امنیت جهانی و استفاده از آن به سود کل بشریت حفاظت کند. هم‌زمان مسائل مربوط به کنترل جنگ‌افزار و فعالیت‌های نظامی در کف دریا به کمیته هجده نفره خلع سلاح و جانشین آن شورای کمیته خلع سلاح سپرده شد. در پیامی در ۱۸ مارس ۱۹۶۹ ریچارد نیکسون اعلام کرد که نماینده آمریکا در شورای کمیته خلع سلاح باید به پیگیری و ارائه فاکتورهای لازم برای دستیابی به یک توافق بین‌المللی در جهت پیشگیری از استقرار جنگ‌افزارهای کشتار جمعی در کف دریا و اقیانوس بپردازد و اشاره کرد که توافقی از این دست مانند پیمان‌نامه جنوبگان و پیمان فضایی ماورای جو، مانع از ایجاد مسابقه تسلیحاتی پیش از آغاز آن می‌گردد.

## اعضا

### اعضای رسمی
پیمان کنترل تسلیحات کف دریا در واشینگتن، دی.سی.، لندن و مسکو در ۱۱ فوریه ۱۹۷۱ برای امضا گذاشته و در ۱۸ می ۱۹۷۲ هنگامی که آمریکا، بریتانیا، شوروی و ۲۲ کشور آن را امضا و در داخل کشور خود تصویب کردند به اجرا درآمد. تا ماه مه سال ۲۰۱۴، ۹۴ کشور عضور رسمی پیمان شده و ۲۱ کشور آن را امضا و در داخل کشور خود تصویب نکرده‌اند. در جدول‌ها حروف انگلیسی نشانه محل امضا هستند. M به معنی مسکو، L به معنی لندن و W به معنی واشینگتن، دی.سی. است.
| نام کشور               | تاریخ امضا                             | تاریخ اجرا                                               | Method                                   |
| ---------------------- | -------------------------------------- | -------------------------------------------------------- | ---------------------------------------- |
| افغانستان              | ۱۱ فوریه ۱۹۷۱ (L, M, W)                | ۲۲ آوریل ۱۹۷۱ (M) ۲۳ آوریل ۱۹۷۱ (L) ۲۱ مه ۱۹۷۱ (W)       | تصویب                                    |
| الجزایر                |                                        | ۲۷ ژانویه ۱۹۹۲ (W)                                       | اعلام تابعیت                             |
| آنتیگوآ و باربودا      |                                        | ۱۶ نوامبر ۱۹۸۸ (W) ۲۶ دسامبر ۱۹۸۸ (M) ۲۶ ژانویه ۱۹۸۹ (L) | از طریق بریتانیا                         |
| آرژانتین               | ۳ سپتامبر ۱۹۷۱ (L, M, W)               | ۲۱ مارس ۱۹۸۳ (L, M, W)                                   | تصویب                                    |
| استرالیا               | ۱۱ فوریه ۱۹۷۱ (L, M, W)                | ۲۳ ژانویه ۱۹۷۳ (L, M, W)                                 | تصویب                                    |
| اتریش                  | ۱۱ فوریه ۱۹۷۱ (L, M, W)                | ۱۰ اوت ۱۹۷۲ (L, M, W)                                    | تصویب                                    |
| باهاما                 |                                        | ۷ ژوئن ۱۹۸۹ (W)                                          | اعلام تابعیت                             |
| بلاروس                 | ۳ مارس ۱۹۷۱ (M)                        | ۱۴ سپتامبر ۱۹۷۱ (M)                                      | تصویب                                    |
| بلژیک                  | ۱۱ فوریه ۱۹۷۱ (L, M, W)                | ۲۰ نوامبر ۱۹۷۲ (L, M, W)                                 | تصویب                                    |
| بنین                   | ۱۸ مارس ۱۹۷۱ (W)                       | ۱۹ ژوئن ۱۹۸۶ (M) ۲ ژوئیه ۱۹۸۶ (L) ۷ ژوئیه ۱۹۸۶ (W)       | تصویب                                    |
| بوسنی و هرزگوین        |                                        | ۱۵ اوت ۱۹۹۴ (W)                                          | از طریق جمهوری فدرال سوسیالیستی یوگسلاوی |
| بوتسوانا               | ۱۱ فوریه ۱۹۷۱ (W)                      | ۱۰ نوامبر ۱۹۷۲ (W)                                       | تصویب                                    |
| برزیل                  | ۳ سپتامبر ۱۹۷۱ (L, M, W)               | ۱۰ مه ۱۹۸۸ (L, W) ۴ اوت ۱۹۸۸ (M)                         | تصویب                                    |
| بلغارستان              | ۱۱ فوریه ۱۹۷۱ (L, M, W)                | ۱۶ آوریل ۱۹۷۱ (M) ۷ مه ۱۹۷۱ (W) ۲۶ مه ۱۹۷۱ (L)           | تصویب                                    |
| کانادا                 | ۱۱ فوریه ۱۹۷۱ (L, M, W)                | ۱۷ مه ۱۹۷۲ (L, M, W)                                     | تصویب                                    |
| کیپ ورد                |                                        | ۲۴ اکتبر ۱۹۷۹ (M)                                        | اعلام تابعیت                             |
| جمهوری آفریقای مرکزی   | ۱۱ فوریه ۱۹۷۱ (W)                      | ۹ ژوئیه ۱۹۸۱ (W)                                         | تصویب                                    |
| چین                    |                                        | ۲۸ فوریه ۱۹۹۱ (L, M, W)                                  | اعلام تابعیت                             |
| جمهوری کنگو            |                                        | ۲۳ اکتبر ۱۹۷۸ (W)                                        | اعلام تابعیت                             |
| ساحل عاج               |                                        | ۱۴ ژانویه ۱۹۷۲ (M, W)                                    | اعلام تابعیت                             |
| کوبا                   |                                        | ۳ ژوئن ۱۹۷۷ (M)                                          | اعلام تابعیت                             |
| قبرس                   | ۱۱ فوریه ۱۹۷۱ (L, M, W)                | ۱۷ نوامبر ۱۹۷۱ (L, M) ۳۰ دسامبر ۱۹۷۱ (W)                 | تصویب                                    |
| جمهوری چک              |                                        | ۱ ژانویه ۱۹۹۳ (W) ۵ آوریل ۱۹۹۳ (L) ۹ آوریل ۱۹۹۳ (M)      | از طریق چکسلواکی                         |
| دانمارک                | ۱۱ فوریه ۱۹۷۱ (L, M, W)                | ۱۵ ژوئن ۱۹۷۱ (L, M, W)                                   | تصویب                                    |
| جمهوری دومینیکن        | ۱۱ فوریه ۱۹۷۱ (W)                      | ۱۱ فوریه ۱۹۷۲ (W)                                        | تصویب                                    |
| اتیوپی                 | ۱۱ فوریه ۱۹۷۱ (L, M, W)                | ۱۲ ژوئیه ۱۹۷۷ (L) ۱۴ ژوئیه ۱۹۷۷ (M, W)                   | تصویب                                    |
| فنلاند                 | ۱۱ فوریه ۱۹۷۱ (L, M, W)                | ۸ ژوئن ۱۹۷۱ (L, M, W)                                    | تصویب                                    |
| آلمان                  | ۸ ژوئن ۱۹۷۱ (L, M, W)                  | ۱۸ نوامبر ۱۹۷۵ (L, W)                                    | تصویب                                    |
| غنا                    | ۱۱ فوریه ۱۹۷۱ (L, M, W)                | ۹ اوت ۱۹۷۲ (W)                                           | تصویب                                    |
| یونان                  | ۱۱ فوریه ۱۹۷۱ (M) ۱۲ فوریه ۱۹۷۱ (W)    | ۲۸ مه ۱۹۸۵ (L, M, W)                                     | تصویب                                    |
| گواتمالا               | ۱۱ فوریه ۱۹۷۱ (W)                      | ۱ آوریل ۱۹۹۶ (W)                                         | تصویب                                    |
| گینه بیسائو            |                                        | ۲۰ اوت ۱۹۷۶ (M)                                          | اعلام تابعیت                             |
| مجارستان               | ۱۱ فوریه ۱۹۷۱ (L, M, W)                | ۱۳ اوت ۱۹۷۱ (L, M, W)                                    | تصویب                                    |
| ایسلند                 | ۱۱ فوریه ۱۹۷۱ (L, M, W)                | ۳۰ مه ۱۹۷۲ (L, M, W)                                     | تصویب                                    |
| هند                    |                                        | ۲۰ ژوئیه ۱۹۷۳ (L, M, W)                                  | اعلام تابعیت                             |
| ایران                  | ۱۱ فوریه ۱۹۷۱ (L, M, W)                | ۲۶ اوت ۱۹۷۱ (L, W) ۶ سپتامبر ۱۹۷۱ (M)                    | تصویب                                    |
| عراق                   | ۲۲ فوریه ۱۹۷۱ (M)                      | ۱۳ سپتامبر ۱۹۷۲ (M)                                      | تصویب                                    |
| جمهوری ایرلند          | ۱۱ فوریه ۱۹۷۱ (L, W)                   | ۱۹ اوت ۱۹۷۱ (L, W)                                       | تصویب                                    |
| ایتالیا                | ۱۱ فوریه ۱۹۷۱ (L, M, W)                | ۳ سپتامبر ۱۹۷۴ (L, M, W)                                 | تصویب                                    |
| جامائیکا               | ۱۱ اکتبر ۱۹۷۱ (L, W) ۱۴ اکتبر ۱۹۷۱ (M) | ۳۰ ژوئیه ۱۹۸۶ (L, M, W)                                  | تصویب                                    |
| ژاپن                   | ۱۱ فوریه ۱۹۷۱ (L, M, W)                | ۲۱ ژوئن ۱۹۷۱ (L, M, W)                                   | تصویب                                    |
| اردن                   | ۱۱ فوریه ۱۹۷۱ (L, M, W)                | ۱۷ اوت ۱۹۷۱ (W) ۳۰ اوت ۱۹۷۱ (M) ۱ نوامبر ۱۹۷۱ (L)        | تصویب                                    |
| کره جنوبی              | ۱۱ فوریه ۱۹۷۱ (L, W)                   | ۲۵ ژوئن ۱۹۸۷ (L, W)                                      | تصویب                                    |
| لائوس                  | ۱۱ فوریه ۱۹۷۱ (L, W) ۱۵ فوریه ۱۹۷۱ (M) | ۱۹ اکتبر ۱۹۷۱ (L) ۲۲ اکتبر ۱۹۷۱ (M) ۳ نوامبر ۱۹۷۱ (W)    | تصویب                                    |
| لتونی                  |                                        | ۲۴ ژوئن ۱۹۹۲ (L) ۳ اوت ۱۹۹۲ (W)                          | اعلام تابعیت                             |
| لسوتو                  | ۸ سپتامبر ۱۹۷۱ (W)                     | ۳ آوریل ۱۹۷۳ (W)                                         | تصویب                                    |
| لیبی                   |                                        | ۶ ژوئیه ۱۹۹۰ (M)                                         | اعلام تابعیت                             |
| لیختن‌اشتاین            |                                        | ۳۰ مه ۱۹۹۱ (L, W)                                        | اعلام تابعیت                             |
| لوکزامبورگ             | ۱۱ فوریه ۱۹۷۱ (L, M, W)                | ۱۱ نوامبر ۱۹۸۲ (L, M, W)                                 | تصویب                                    |
| مالزی                  | ۲۰ مه ۱۹۷۱ (L, M, W)                   | ۲۱ ژوئن ۱۹۷۲ (L, M, W)                                   | تصویب                                    |
| مالت                   | ۱۱ فوریه ۱۹۷۱ (L, W)                   | ۴ مه ۱۹۷۱ (W)                                            | تصویب                                    |
| موریس                  | ۱۱ فوریه ۱۹۷۱ (W)                      | ۲۳ آوریل ۱۹۷۱ (W) ۳ مه ۱۹۷۱ (L) ۱۸ مه ۱۹۷۱ (M)           | تصویب                                    |
| مکزیک                  |                                        | ۲۳ مارس ۱۹۸۴ (L, M, W)                                   | اعلام تابعیت                             |
| مغولستان               | ۱۱ فوریه ۱۹۷۱ (L, M)                   | ۸ اکتبر ۱۹۷۱ (M) ۱۵ نوامبر ۱۹۸۱ (L)                      | تصویب                                    |
| مونته‌نگرو              |                                        | ۳ ژوئن ۲۰۰۶ (M) ۱۲ دسامبر ۲۰۰۶ (L)                       | از طریق صربستان و مونته‌نگرو              |
| مراکش                  | ۱۱ فوریه ۱۹۷۱ (M, W) ۱۸ فوریه ۱۹۷۱ (L) | ۲۶ ژوئیه ۱۹۷۱ (L) ۵ اوت ۱۹۷۱ (W) ۱۸ ژانویه ۱۹۷۲ (M)      | تصویب                                    |
| نپال                   | ۱۱ فوریه ۱۹۷۱ (M, W) ۲۴ فوریه ۱۹۷۱ (L) | ۶ ژوئیه ۱۹۷۱ (L) ۲۹ ژوئیه ۱۹۷۱ (M) ۹ اوت ۱۹۷۱ (W)        | تصویب                                    |
| هلند                   | ۱۱ فوریه ۱۹۷۱ (L, M, W)                | ۱۴ ژانویه ۱۹۷۶ (L, M, W)                                 | تصویب                                    |
| نیوزیلند               | ۱۱ فوریه ۱۹۷۱ (L, M, W)                | ۲۴ فوریه ۱۹۷۲ (L, M, W)                                  | تصویب                                    |
| نیکاراگوئه             | ۱۱ فوریه ۱۹۷۱ (W)                      | ۷ فوریه ۱۹۷۳ (W)                                         | تصویب                                    |
| نیجر                   | ۱۱ فوریه ۱۹۷۱ (W)                      | ۹ اوت ۱۹۷۱ (W)                                           | تصویب                                    |
| نروژ                   | ۱۱ فوریه ۱۹۷۱ (L, M, W)                | ۲۸ ژوئن ۱۹۷۱ (L, M) ۲۹ ژوئن ۱۹۷۱ (W)                     | تصویب                                    |
| پاناما                 | ۱۱ فوریه ۱۹۷۱ (W)                      | ۲۰ مارس ۱۹۷۴ (W)                                         | تصویب                                    |
| فیلیپین                |                                        | ۵ نوامبر ۱۹۹۳ (L)                                        | اعلام تابعیت                             |
| لهستان                 | ۱۱ فوریه ۱۹۷۱ (L, M, W)                | ۱۵ نوامبر ۱۹۷۱ (L, M, W)                                 | تصویب                                    |
| پرتغال                 |                                        | ۲۴ ژوئن ۱۹۷۵ (L, M, W)                                   | اعلام تابعیت                             |
| قطر                    |                                        | ۱۲ نوامبر ۱۹۷۴ (L)                                       | اعلام تابعیت                             |
| رومانی                 | ۱۱ فوریه ۱۹۷۱ (L, M, W)                | ۱۰ ژوئیه ۱۹۷۲ (L, M, W)                                  | تصویب                                    |
| روسیه                  | ۱۱ فوریه ۱۹۷۱ (L, M, W)                | ۱۸ مه ۱۹۷۲ (L, M, W)                                     | تصویب                                    |
| رواندا                 | ۱۱ فوریه ۱۹۷۱ (W)                      | ۲۰ مه ۱۹۷۵ (L, M, W)                                     | تصویب                                    |
| سنت کیتس و نویس        |                                        | ۱۸ مه ۱۹۷۲ (W)                                           | اعلام تابعیت                             |
| سنت وینسنت و گرنادین‌ها |                                        | ۱۳ مه ۱۹۹۹ (L)                                           | از طریق بریتانیا                         |
| سائوتومه و پرنسیپ      |                                        | ۲۴ اوت ۱۹۷۹ (M)                                          | اعلام تابعیت                             |
| عربستان سعودی          | ۷ ژانویه ۱۹۷۲ (W)                      | ۲۳ ژوئن ۱۹۷۲ (W)                                         | تصویب                                    |
| صربستان                |                                        | ۳ ژوئن ۲۰۰۶ (L, M)                                       | از طریق صربستان و مونته‌نگرو              |
| سیشل                   |                                        | ۱۲ مارس ۱۹۸۵ (L) ۱۴ مارس ۱۹۸۵ (M) ۸ آوریل ۱۹۸۵ (W)       | اعلام تابعیت                             |
| سنگاپور                | ۵ مه ۱۹۷۱ (L, M, W)                    | ۱۰ سپتامبر ۱۹۷۶ (L, M, W)                                | تصویب                                    |
| اسلواکی                |                                        | ۱ ژانویه ۱۹۹۳ (W) ۱۷ مه ۱۹۹۳ (L) ۲۵ ژوئن ۱۹۹۳ (M)        | از طریق چکسلواکی                         |
| اسلوونی                |                                        | ۷ آوریل ۱۹۹۲ (L) ۲۰ اوت ۱۹۹۲ (W)                         | از طریق جمهوری فدرال سوسیالیستی یوگسلاوی |
| جزایر سلیمان           |                                        | ۱۷ ژوئن ۱۹۸۱ (L)                                         | از طریق بریتانیا                         |
| آفریقای جنوبی          | ۱۱ فوریه ۱۹۷۱ (W)                      | ۱۴ نوامبر ۱۹۷۳ (W) ۲۶ نوامبر ۱۹۷۳ (L) ۳۰ نوامبر ۱۹۷۳ (M) | تصویب                                    |
| اسپانیا                |                                        | ۱۵ ژوئیه ۱۹۸۷ (L, M, W)                                  | اعلام تابعیت                             |
| اسواتینی               | ۱۱ فوریه ۱۹۷۱ (W)                      | ۹ اوت ۱۹۷۱ (W)                                           | تصویب                                    |
| سوئد                   | ۱۱ فوریه ۱۹۷۱ (L, M, W)                | ۲۸ آوریل ۱۹۷۲ (L, M, W)                                  | تصویب                                    |
| سوئیس                  | ۱۱ فوریه ۱۹۷۱ (L, M, W)                | ۴ مه ۱۹۷۶ (L, M, W)                                      | تصویب                                    |
| توگو                   | ۲ آوریل ۱۹۷۱ (W)                       | ۲۸ ژوئن ۱۹۷۱ (W)                                         | تصویب                                    |
| تونس                   | ۱۱ فوریه ۱۹۷۱ (L, M, W)                | ۲۲ اکتبر ۱۹۷۱ (M) ۲۸ اکتبر ۱۹۷۱ (L) ۲۹ اکتبر ۱۹۷۱ (W)    | تصویب                                    |
| ترکیه                  | ۲۵ فوریه ۱۹۷۱ (L, M, W)                | ۱۹ اکتبر ۱۹۷۲ (W) ۲۵ اکتبر ۱۹۷۲ (L) ۳۰ اکتبر ۱۹۷۲ (M)    | تصویب                                    |
| اوکراین                | ۳ مارس ۱۹۷۱ (M)                        | ۳ سپتامبر ۱۹۷۱ (M)                                       | تصویب                                    |
| بریتانیا               | ۱۱ فوریه ۱۹۷۱ (L, M, W)                | ۱۸ مه ۱۹۷۲ (L, M, W)                                     | تصویب                                    |
| ایالات متحده آمریکا    | ۱۱ فوریه ۱۹۷۱ (L, M, W)                | ۱۸ مه ۱۹۷۲ (L, M, W)                                     | تصویب                                    |
| ویتنام                 |                                        | ۲۰ ژوئن ۱۹۸۰ (M)                                         | اعلام تابعیت از طریق ویتنام              |
| یمن                    | ۲۳ فوریه ۱۹۷۱ (M)                      | ۱ ژوئن ۱۹۷۹ (M)                                          | تصویب                                    |
| زامبیا                 |                                        | ۹ اکتبر ۱۹۷۲ (L) ۱ نوامبر ۱۹۷۲ (W) ۲ نوامبر ۱۹۷۲ (M)     | اعلام تابعیت                             |

### کشورهایی که پیمان را امضا کرده ولی در داخل کشور خود تصویب نکرده‌اند
| نام کشور     | تاریخ امضا                                            |
| ------------ | ----------------------------------------------------- |
| بولیوی       | ۱۱ فوریه ۱۹۷۱ (L, M, W)                               |
| بوروندی      | ۱۱ فوریه ۱۹۷۱ (M, W)                                  |
| کامبوج       | ۱۱ فوریه ۱۹۷۱ (W)                                     |
| کامرون       | ۱۱ نوامبر ۱۹۷۱ (M)                                    |
| کلمبیا       | ۱۱ فوریه ۱۹۷۱ (W)                                     |
| کاستاریکا    | ۱۱ فوریه ۱۹۷۱ (W)                                     |
| گینه استوایی | ۴ ژوئن ۱۹۷۱ (W)                                       |
| گامبیا       | ۱۸ مه ۱۹۷۱ (L) ۲۱ مه ۱۹۷۱ (M) ۲۹ اکتبر ۱۹۷۱ (W)       |
| گینه         | ۱۱ فوریه ۱۹۷۱ (M, W)                                  |
| هندوراس      | ۱۱ فوریه ۱۹۷۱ (W)                                     |
| لبنان        | ۱۱ فوریه ۱۹۷۱ (L, M, W)                               |
| لیبریا       | ۱۱ فوریه ۱۹۷۱ (W)                                     |
| ماداگاسکار   | ۱۴ سپتامبر ۱۹۷۱ (W)                                   |
| مالی         | ۱۱ فوریه ۱۹۷۱ (W) ۱۵ فوریه ۱۹۷۱ (M)                   |
| میانمار      | ۱۱ فوریه ۱۹۷۱ (L, M, W)                               |
| پاراگوئه     | ۲۳ فوریه ۱۹۷۱ (W)                                     |
| سنگال        | ۱۷ مارس ۱۹۷۱ (W)                                      |
| سیرالئون     | ۱۱ فوریه ۱۹۷۱ (L) ۱۲ فوریه ۱۹۷۱ (M) ۲۴ فوریه ۱۹۷۱ (W) |
| سودان        | ۱۱ فوریه ۱۹۷۱ (L) ۱۲ فوریه ۱۹۷۱ (M)                   |
| تانزانیا     | ۱۱ فوریه ۱۹۷۱ (W)                                     |
| اروگوئه      | ۱۱ فوریه ۱۹۷۱ (W)                                     |

## جستا رهای وابسته
- سازمان بستر آب‌های بین‌المللی